# Alabaminella
Alabaminella es un género de foraminífero bentónico de la Subfamilia Eponidinae, de la Familia Eponididae, de la Superfamilia Discorboidea, del Suborden Rotaliina y del Orden Rotaliida. Su especie-tipo es Eponides weddellensis. Su rango cronoestratigráfico abarca el Holoceno.

## Clasificación
Alabaminella incluye a las siguientes especies:
- Alabaminella leviculus
- Alabaminella weddellensis
  - Alabaminella weddellensis profunda